# Tegan Nox
Steffanie Rhiannon Newell (Bargoed, 15 novembre 1994) è una wrestler britannica.

## Carriera

### WWE (2017–2021)

#### Mae Young Classic (2017–2018)
La Newell ha firmato con la WWE nell'aprile del 2017. Successivamente, la Newell avrebbe dovuto partecipare al Mae Young Classic ma, a causa di un infortunio al ginocchio, non ha potuto prendervi parte. La Newell è tornare il 23 aprile 2018 durante un live event di NXT dove, facendo coppia con Dakota Kai, ha sconfitto Reina González e Vanessa Borne. In seguito, la Newell, assumendo il ringname Tegan Nox, ha partecipato alla seconda edizione del Mae Young Classic sconfiggendo Zatara nel primo turno e Nicole Matthews nel secondo, ma quando ha dovuto affrontare Rhea Ripley nei quarti è stata costretta a ritirarsi dalla competizione dopo l'ennesimo infortunio. Il 25 giugno 2019 la Nox ha confermato la sua appartenenza al roster di NXT tornando in un suo live event.

#### NXTeSmackDown(2019–2021)
L'11 settembre 2019, la Nox è apparsa a NXT UK sconfiggendo Shax; a fine match, viene raggiunta dalla NXT UK Women's Champion Kay Lee Ray che la sfida in un match, accettata da Tegan. Nella puntata di NXT UK del 3 ottobre, Tegan ha sfidato la NXT UK Women's Champion Kay Lee Ray in un match non titolato, uscendo sconfitta. Nella puntata di NXT del 16 ottobre, dopo diverse settimane di promo legati al suo ritorno, la Nox debutta ufficialmente battendo Taynara Conti, e viene raggiunta dall'amica Dakota Kai durante i festeggiamenti, ma vengono interrotte dalla NXT Women's Champion Shayna Baszler e le sue alleate, Jessamyn Duke e Marina Shafir, terminato con una sfida lanciata dalla Nox contro la campionessa. Nella puntata di NXT del 23 ottobre, la Nox e Dakota Kai hanno sconfitto Jessamyn Duke e Marina Sharif, conquistando un'opportunità titolata ai Women's Tag Team Championship delle Kabuki Warriors (Asuka e Kairi Sane) (appartenenti al roster di Raw); a fine match, ricevono un messaggio dalle campionesse, dove vengono avvisate che le sfidanti non avranno chance. Nella puntata di NXT del 30 ottobre, però, la Nox e Dakota Kai sono state sconfitte dalle Kabuki Warriors, le quali hanno mantenuto i titoli; a fine match, vengono attaccate da Shayna Baszler, Jessamyn Duke e Marina Shafir, fermate poi dall'intervento di Rhea Ripley, scatenando una rissa generale che coinvolge anche Io Shirai, Bianca Belair e Candice LeRae, cessata dagli arbitri e dal General Manager di NXT William Regal, il quale annuncia il primo Women's WarGames match della storia. Nella puntata di SmackDown del 1º novembre, Tegan e Rhea Ripley hanno sconfitto Mandy Rose e Sonya Deville. Nella puntata di NXT del 6 novembre, Tegan è coinvolta in un ennesimo alterco che coinvolge diverse atlete, fermato dall'intervento finale di Mia Yim, la quale fa piazza pulita con un kendo stick. Successivamente nel backstage, Rhea Ripley annuncia che i membri della sua squadra a WarGames saranno Candice LeRae, Tegan Nox e proprio Mia Yim, e affronteranno il team Baszler composto dalla campionessa Shayna, Io Shirai, Bianca Belair e un'atleta ancora da definire. Nella puntata di SmackDown del 15 novembre Tegan, Dakota Kai, Mia Yim e Rhea Ripley sono state sconfitte da Carmella, Dana Brooke, Nikki Cross e Sasha Banks (tutte appartenenti al roster di SmackDown). Nella puntata di NXT del 20 novembre, Tegan fa un'apparizione durante una rissa che vede coinvolte le superstars dei tre roster, terminata con Nikki Cross (appartenente al roster di SmackDown) che fa piazza pulita sul ring.
Il 23 novembre, ad NXT TakeOver: WarGames III, Tegan prende parte al Women's WarGames match nel Team Ripley (Rhea Ripley, Candice LeRae, Tegan e Dakota Kai, la quale sostituisce Mia Yim colpita precedentemente nel backstage) contro il Team Baszler (Shayna Baszler, Io Shirai, Bianca Belair e Kay Lee Ray); durante il match, la Nox viene brutalmente attaccata dall'amica Dakota Kai, e viene dichiarata inadatta a lottare, lasciando il Team Ripley composto dalla stessa Rhea e Candice, uscendone comunque vittoriose. Tegan fa il suo ritorno ad NXT nella puntata del 15 gennaio 2020, dopo essersi infortunata dal brutale attacco da parte di Dakota Kai, prendendo parte ad una Women's Battle Royal match per decretare la prima sfidante all'NXT Women's Championship detenuto da Rhea Ripley in quel di NXT TakeOver: Portland, ma è stata eliminata proprio da Dakota, che non era inclusa nella contesa, che le lancia addosso il tutore al ginocchio precedentemente rubato e utilizzato come arma nei suoi match. Nella puntata di NXT del 22 gennaio, viene mandato un promo di Tegan Nox e Dakota Kai, dove la Nox parla di come si sia sentita ferita dal tradimento della sua amica Dakota, dichiarando che durante la riabilitazione era al suo fianco e che quando ha visto che avrebbe dovuto prendere parte alla battle royal la settimana precedente l'ha vista come un'opportunità per confrontarsi, ma ciò non è avvenuto, bensì è stata colta alle spalle, per questo la prossima volta sarà pronta a vendicarsi e distruggerla, mentre la Kai parla del suo attacco ai danni dell'ormai ex amica avvenuto a WarGames, dichiarando che quando è stata esclusa dal match, Tegan non è stata al suo fianco per supportarla, sentendosi delusa e per questa ha dovuto fargliela pagare, aggiungendo di non stare più alle regole e che la prossima volta la sua ex amica deve fare attenzione oppure le costerà un altro infortunio, per poi essere stipulato un match fra le due la settimana successiva. Il 25 gennaio, a Worlds Collide, Tegan Nox attacca alle spalle Dakota Kai che era seduta fra gli spettatori, sfociando in una violenta rissa che viene cessata dall'intervento degli arbitri. Il 26 gennaio, alla Royal Rumble, Tegan Nox ha preso parte alla terza edizione del Women's Royal Rumble match entrando col numero 28, ma dopo 3:50 minuti è stata eliminata da Shayna Baszler. Nella puntata di NXT del 29 gennaio, Tegan affronta in un match Dakota Kai, la quale prima che possa apparire sullo stage, appena parte la sua theme song, viene ripercorso sullo schermo l'attacco violento subito dalla Nox a WarGames; durante la contesa, Dakota cerca di colpirla prima con una sedia e poi con il tutore, ma entrambe le volte Tegan schiva gli attacchi, però la Kai ritrova l'opportunità per attaccarla con una sedia e quando sta sul punto di farlo arriva Candice LeRae, la quale le strappa la sedia dalle mani distraendo l'arbitro, permettendo alla Nox di colpire Dakota con il tutore e connettere la Shiniest Wizard per lo schienamento finale. Il 1º febbraio, viene annunciata sulla pagina WWE.com che Tegan Nox e Dakota Kai si affronteranno in uno Street Fight match a NXT TakeOver: Portland. Nella puntata di NXT del 12 febbraio, Tegan interviene dopo la fine del match fra Dakota Kai e Candice LeRae, vinto dalla Kai che poi attacca brutalmente Candice con il campanello, fermandola ed iniziando una rissa, cessata dall'intervento della sicurezza. Il 16 febbraio, a NXT TakeOver: Portland, Tegan è stata sconfitta da Dakota Kai in un Street Fight match, quando interviene Raquel González che schianta la Nox su un tavolo, permettendo alla Kai di effettuare lo schienamento vincente. Nella puntata di NXT del 19 febbraio, il General Manager William Regal comunica che Tegan affronterà Dakota Kai fra due settimane in uno Steel cage match, prevenendo possibili interferenze da parte della sua nuova alleata Raquel González. Nella puntata di NXT del 26 febbraio, Tegan viene intervistata nel backstage dicendo che a NXT TakeOver: Portland pensava di aver scardinato tutte le tattiche di Dakota Kai, ma non si aspettava l'intervento di Raquel González e continua a sentire gli effetti dell'attacco subito sul tavolo, ma settimana prossima la González non sarà un problema e starà a guardare mentre lei batterà la Kai con tutta l'aggressività che le è rimasta nella gabbia, lì proprio dove Dakota ha iniziato il tutto. Nella puntata di NXT del 4 marzo, Tegan è stata sconfitta da Dakota Kai in uno Steel cage match a causa all'intromissione di Raquel González, la quale ha bloccato esternamente la Nox con la porta mentre tentava di scavalcare la gabbia ed ha tirato la Kai fuori dal ring, costandole il secondo match contro la sua rivale. Nella puntata di NXT dell'11 marzo, Tegan Nox ha sconfitto Deonna Purrazzo in un match di qualificazione per determinare le contendenti che si affronteranno in un Ladder match a NXT TakeOver: Tampa Bay, la cui vincitrice diventerà la n°1 contender all'NXT Women's Championship. Nella puntata di NXT dell'8 aprile, Tegan prende parte al Ladder match (previsto inizialmente a NXT TakeOver: Tampa Bay e rimandato a causa della pandemia di COVID-19) insieme a Candice LeRae, Chelsea Green, Dakota Kai, Io Shirai e Mia Yim per decretare la prima sfidante all'NXT Women's Championship detenuto dalla nuova campionessa Charlotte Flair, ma è stato vinto dalla Shirai, vendicandosi però durante il match schiantando sul tavolo Raquel González insieme alla Yim.

#### Varie faide (2020–2021)
Nella puntata di NXT del 15 aprile, Tegan ha sconfitto Raquel González grazie ad una distrazione provocata da Shotzi Blackheart, che era intervenuta per bloccare Dakota Kai, dopo che aveva colpito la Nox durante l'incontro. Nella puntata di NXT del 22 aprile, Tegan e Shotzi Blackheart sono state sconfitte da Dakota Kai e Raquel González. Nella puntata di NXT del 13 maggio, Tegan ha sconfitto Indi Hartwell. Nella puntata di NXT del 27 maggio, Tegan viene mostrata nell'appartamento di Mia Yim e Keith Lee che porta pizza, mentre i due tenevano un promo prendendo in giro i loro rivali Candice LeRae e Johnny Gargano; in seguito, Tegan irrompe durante l'incontro fra Raquel González e Shotzi Blackheart, aiutando quest'ultima dopo i numerosi tentativi di intervento da parte di Dakota Kai, che riesce comunque ad aiutare Raquel a conquistare il match, dopo che la Nox viene distratta da Candice. Nella puntata di NXT del 3 giugno, Tegan fa il suo intervento insieme a Dakota Kai, Raquel González e Shotzi Blackheart durante una rissa sullo stage dov'erano presenti Candice LeRae e Mia Yim, separate poi dagli arbitri; in seguito, viene annunciato che a NXT TakeOver: In Your House 2020 il team composto da Mia, Shotzi e Tegan affronterà quello di Candice, Dakota e Raquel in un Six-woman tag team match. Il 7 giugno, a NXT TakeOver: In Your House Tegan, Mia Yim e Shotzi Blackheart hanno sconfitto Candice LeRae, Dakota Kai e Raquel González in un Six-woman tag team match, quando la Nox effettua lo schienamento vincente sulla Kai. Nella puntata di NXT del 10 giugno, viene annunciato che Tegan e Shotzi Blackheart avranno una chance per i Women's Tag Team Championship contro la squadra vincente del Triple threat tag team match che vedranno coinvolte Alexa Bliss & Nikki Cross,  le IIconics (Billie Kay e Peyton Royce) e le campionesse Bayley e Sasha Banks a Backlash. Nella puntata di NXT del 17 giugno, Tegan e Shotzi Blackheart hanno affrontato le campionesse di coppia Bayley e Sasha Banks per i Women's Tag Team Championship, ma sono state sconfitte quando Shotzi cede alla Bank Statement, dopo che la SmackDown Women's Champion Bayley distrae l'arbitro lanciando una sedia alla Nox. Nella puntata di NXT del 24 giugno, viene annunciato che la settimana prossima Tegan prenderà parte ad un Fatal 4-way match insieme a Candice LeRae, Dakota Kai e Mia Yim per determinare la prima sfidante all'NXT Women's Championship detenuto da Io Shirai. Nella puntata di NXT: The Great American Bash del 1º luglio, Tegan ha preso parte al 4-way elimination match per determinare la nº1 contender all'NXT Women's Championship detenuto da Io Shirai che includeva anche Candice LeRae, Dakota Kai e Mia Yim, eliminando per ultima Dakota conquistando così la contesa e l'opportuità titolata. Nella puntata di NXT: The Great American Bash dell'8 luglio, Tegan dice di essere stufa di essere sempre affiliata alla storia della ragazza che ritorna da un brutto infortunio, non ha più bisogno del dispiacere delle persone, è qui per dimostrare non solo di essere la prima sfidante ma anche la prossima campionessa, lei e Io Shirai hanno avuto un percorso simile, entrambe hanno viaggiato dal proprio paese per essere qui per lo stesso obiettivo, non si è mai allenata così tanto per questa occasione e ci sono voluti ben otto anni, sarà così preparata da non lasciarsi scappare questa chance. Nella puntata di NXT del 15 luglio, Tegan viene intervistata da McKenzie Mitchell nel backstage prima del suo incontro titolato, che le chiede cosa farà per batterla dopo aver detto che la Shirai è la miglior wrestler del momento, Tegan risponde che è solo un ostacolo e ci salterà sopra, ha viaggiato molto e si è allenata per tanto tempo e stasera è il suo momento per solidificare il suo destino, è più forte che mai e vuole diventare una campionessa proprio come i suoi idoli Kane e Molly Holly; nel main event, Tegan affronta Io Shirai per l'NXT Women's Championship, ma è stata sconfitta dopo un incontro molto lottato. Nella puntata di NXT del 29 luglio, Tegan e Io Shirai hanno sconfitto Candice LeRae e Dakota Kai, quando la Kai dà improvvisamente il tag a Candice che rimane sorpresa e la lascia in balia delle rivali, venendo prima stesa da una Shining wizard di Tegan e poi schienata dopo un Moonsault della Shirai. Nella puntata di NXT del 5 agosto, Tegan ha sconfitto Indi Hartwell. Nella puntata di SmackDown del 14 agosto, Tegan prende parte alla Triple-Brand Battle Royal match per determinare la nº1 contender allo SmackDown Women's Championship detenuto da Bayley a SummerSlam, dove ha eliminato Bianca Belair, ma è stata eliminata da Dana Brooke.
Nella puntata di SmackDown del 9 luglio 2021 debuttò nello show assieme a Shotzi, e insieme le due sconfissero le Women's Tag Team Champions Natalya e Tamina in un match non titolato. Il 4 ottobre, per effetto del Draft, Nox passò al roster di Raw, segnando la fine del tag team.
Il 18 novembre venne licenziata insieme a diversi altri colleghi.

### Ritorno in WWE (2022–2024)
Tornò a sorpresa in WWE nella puntata di SmackDown del 2 dicembre 2022 aiutando Liv Morgan attaccando le Damage CTRL (Bayley, Dakota Kai e Iyo Sky). Tornò in azione nella successiva puntata di SmackDown quando lei e Liv Morgan sconfissero la SmackDown Women's Champion Ronda Rousey e Shayna Baszler. Nella successiva puntata di SmackDown Tegan e Liv affrontarono Dakota Kai e Iyo Sky per il Women's Tag Team Championship ma vennero sconfitte.
Il 1º maggio 2023, per effetto del Draft, venne assegnata al roster di Raw. Nella puntata di Raw del 9 ottobre affrontò Becky Lynch per l'NXT Women's Championship venendo tuttavia sconfitta. Nella puntata di Raw del 20 novembre Nox e Natalya vinsero un fatal four-way tag team match insieme a Ivy Nile e Maxxine Dupri, Kayden Carter e Katana Chance e Candice LeRae e Indi Hartwell diventando le sfidanti al Women's Tag Team Championship di Chelsea Green e Piper Niven. La settimana dopo, a Raw, Nox e Natalya affrontarono appunto Green e Niven per il Women's Tag Team Championship ma vennero sconfitte.
Il 27 gennaio, a Royal Rumble, partecipò all'omonimo incontro entrando col numero 12 ma venne eliminata da Bayley. Nella puntata di Raw del 19 febbraio partecipò ad una battle royal per qualificarsi per l'elimination chamber match ma venne eliminata da Natalya.

## Personaggio

### Mosse finali
- Double chickenwing facebuster
- The Shiniest Wizard/World's Shiniest Wizard (Shining wizard)
- Vulture Culture Destroyer/Welsh Destroyer (Front flip piledriver)

### Soprannomi
- "The Bruiserwitch"
- "The Girl With The Shiniest Wizard"
- "Lady Kane"
- "Vixen of the Valleys"

## Titoli e riconoscimenti
- Attack! Pro Wrestling
  - Attack! 24/7 Championship (3) − da sola (2), con Lana Austin (1)
  - Attack! Tag Team Championship (1) – con Mark Andrews
- British Empire Wrestling
  - British Empire Woman's Championship (1)
- DDT Pro-Wrestling
  - Ironman Heavymetalweight Championship (2)
- Pro Wrestling Illustrated
  - 26ª tra le 50 wrestler singole nella PWI Female 50 (2020)
- Southside Wrestling Entertainment
  - Queen of Southside Championship (1)
  - SWE Tag Team Championship (1) − con PJ Black
- What Culture Pro Wrestling
  - WCPW Women's Championship (1)